# Renodes arcuata
Renodes arcuata là một loài bướm đêm trong họ Erebidae.